# Vanegas (Messico)
Vanegas è una municipalità dello stato di San Luis Potosí, nel Messico centrale, il cui capoluogo è la omonima località.
Conta 7.902 abitanti (2010) e ha una estensione di 2.543,13 km².